# (4539) Miyagino
(4539) Miyagino est un astéroïde de la ceinture principale.

## Description
(4539) Miyagino est un astéroïde de la ceinture principale. Il fut découvert le 8 novembre 1988 à Ayashi par Masahiro Koishikawa. Il présente une orbite caractérisée par un demi-grand axe de 2,67 UA, une excentricité de 0,07 et une inclinaison de 5,7° par rapport à l'écliptique.

## Compléments